# Gustav Adolph von Halem

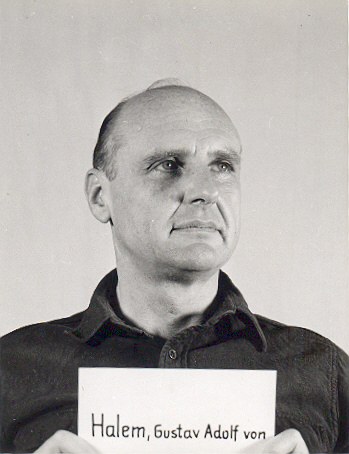
Gustav Adolph von Halem als Zeuge während der Nürnberger Prozesse

Gustav Adolph von Halem (* 4. November 1899 in Bremen; † 12. Januar 1999 in Rasdorf) war ein deutscher Diplomat in der Zeit des Nationalsozialismus und Verleger und Filmkaufmann in der Bundesrepublik Deutschland.

## Leben
Gustav Adolph von Halem war der Sohn des Verlegers Otto von Halem und der Molli Pflüger. Den Besuch des Karls-Gymnasiums in Stuttgart beendete er 1917 mit dem Kriegsabitur und wurde bis 1919 Soldat. Er studierte Rechtswissenschaften an den Universitäten Tübingen, München und Göttingen, seit 1920 war er Mitglied des Corps Suevia Tübingen. 1923 schloss Von Halem sein Studium mit dem Referendarexamen ab und wurde 1924 nach erfolgreicher Verteidigung seiner Dissertation Surrogations- oder Differenztheorie (§§ 325/326 BGB) promoviert. Nach zwei Jahren Volontariat bei der Allianz Versicherungs-AG wurde er 1926 in den Auswärtigen Dienst des Deutschen Reiches aufgenommen und bestand 1929 die diplomatisch-konsularische Prüfung. Sein erster Auslandseinsatz begann 1929 in London, 1932 wechselte er als Vizekonsul an das Generalkonsulat Memel und von dort 1936 zur Gesandtschaft nach Prag. Am 2. Dezember 1935 wurde er SS-Mitglied (SS-Nummer 292.039) und hatte schließlich 1944 den Rang eines Standartenführers (Oberst). Zum 1. März 1937 war er der NSDAP beigetreten (Mitgliedsnummer 3.810.740). Zurück im Amt in Berlin wurde von Halem stellvertretender Protokollchef. Er versuchte im Namen des Staatssekretärs von Weizsäcker den kolumbianischen Gesandten in Berlin einzuschüchtern, als dieser am 10. November 1938 Fotos von den Novemberpogromen in Berlin machte. Wenige Tage später trat Halem weisungsgemäß aus dem Johanniterorden aus, wegen der Doppelmitgliedschaft zur NSDAP, Eintritt war 1931 als Ehrenritter, direkt der Balley angehörig.
Im Februar 1942 übernahm von Halem das Generalkonsulat in Mailand und kam am 21. Oktober 1944 im Range eines Gesandten zum Generalbevollmächtigten bei der Italienischen Sozialrepublik Rudolf Rahn. Kurz vor Kriegsende löste Reichsaußenminister Ribbentrop noch den Gesandten in Portugal Oswald von Hoyningen-Huene ab, und von Halem wurde am 28. Februar 1945 dessen Nachfolger in Lissabon. Von Halem erhielt noch das Agrément des portugiesischen Diktators Salazar, musste aber wenige Tage später am 6. Mai 1945 die Gesandtschaft schließen. Halem hatte noch eine Gedenkfeier für Adolf Hitler organisiert, in Portugal war nach dessen Ableben Trauerbeflaggung angeordnet worden. Als Anfang Mai 1945 ein Schiff aus der Türkei mit dem deutschen Diplomaten Helmut Allerdt und anderen Deutschen, die nach Deutschland zurückgebracht werden sollten, in Lissabon anlegte, wollte Allardt für sich und die Familien der deutschen Diplomaten in Portugal um Asyl bitten. Gustav Adolf von Halem lehnte dies „als deutscher Gesandter und Nationalsozialist“ empört ab und bestand darauf, „die Gruppe habe weiterzufahren und sich in Deutschland zur Erringung des Endsieges zur Verfügung zu stellen“.
Nach Kriegsende befand sich von Halem in US-amerikanischer Internierung und wurde im Sommer 1947 im Rahmen der Nürnberger Prozesse mehrmals vernommen. Zuletzt war er auf dem Hohenasperg interniert und wurde 1947 entlassen. Über seine Entnazifizierung ist nichts bekannt. In der Bundesrepublik gründete er den väterlichen Halem-Verlag neu, verkaufte diesen allerdings 1955 und wurde nun als Exportchef der Neuen Deutschen Filmverleih GmbH in München tätig. In Paris war er noch bis 1967 für die Export-Union des Deutschen Films tätig. Von Halem war auch Juror in der Freiwilligen Selbstkontrolle der Filmwirtschaft.
Sein Schwiegervater aus seiner ersten Ehe mit Adelheid von Waldthausen war der Diplomat Julius von Waldthausen. Aus seiner ersten Ehe stammen die Söhne Johann Hilman (1932–1978) und Gustav-Adolph (1935 in Berlin, † 2024). Sein dritter Sohn, der Sänger Victor von Halem (1940–2022), wurde in seiner zweiten Ehe mit Viktoria Margarethe von Dörnberg geboren.

## Schriften
- Surrogats- oder Differenztheorie (§§ 325/326 BGB). Göttingen, Jur. Diss. 1924.